# اشتفان میهایلسکو-بریلا
اشتفان میهایلسکو-بریلا (رومانیایی: Ștefan Mihăilescu-Brăila؛ ‏ تلفظ رومانیایی: [ʃteˈfan mihə.iˈlesku brəˈila]؛ ‏ ۳ فوریهٔ ۱۹۲۵ – ۳ فوریهٔ ۱۹۹۶) بازیگر اهل رومانی بود.
از فیلم‌هایی که وی در آن نقش داشته‌است، می‌توان به امشب در خانه خواهیم رقصید، کمیسر متهم می‌کند، دوئل، با دست‌های پاک، عمو مارین میلیاردر، میهائیل، سگ سیرک، پاکالا، آنگاه همگی را به مرگ محکوم کردم، راز باخوس، والس تایتانیک و حادثه اشاره کرد.